# Levkuška
Levkuška (Hongaars: Lőkös) is een Slowaakse gemeente in de regio Banská Bystrica, en maakt deel uit van het district Revúca.
Levkuška telt 241 inwoners.
Držkovce · Gemer · Gemerská Ves · Gemerské Teplice · Gemerský Sad · Hrlica · Hucín · Chvalová · Chyžné · Jelšava · Kameňany · LeváreLevkuška · Licince · Lubeník · Magnezitovce · Mokrá Lúka · Muráň · Muránska Dlhá Lúka · Muránska Huta · Muránska Lehota · Muránska Zdychava · Nandraž · Otročok · Ploské · Polina · Prihradzany · Rákoš · Rašice · Ratková · Ratkovské Bystré · Revúca · Revúcka Lehota · Rybník · Sása · Sirk · Skerešovo · Šivetice · Tornaľa · Turčok · Višňové · Žiar